# Marry My Husband
Marry My Husband (hangul: 내 남편과 결혼해줘; RR: Nae nampyeongwa gyeolhonhaejwo) är en sydkoreansk TV-serie. Den sändes på tvN från 1 januari till 20 februari 2024. Park Min-young, Na In-woo, Lee Yi-kyung och Song Ha-yoon spelar i huvudrollerna.
I Sverige och Finland finns serien tillgänglig för streaming på Prime Video.

## Rollista (i urval)
- Park Min-young som Kang Ji-won
- Na In-woo som Yoo Ji-hyuk
- Lee Yi-kyung som Park Min-hwan
- Song Ha-yoon som Jeong Su-min
- Lee Gi-kwang som Baek Eun-ho